# Comandancia Militar de La Línea de la Concepción

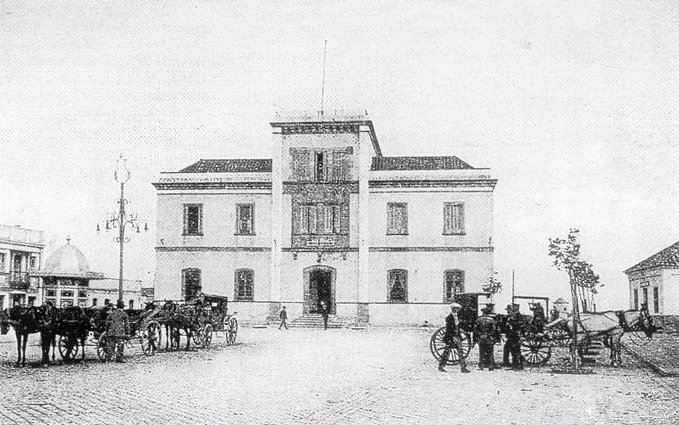
Comandancia Militar de La Línea de la Concepción en 1865.

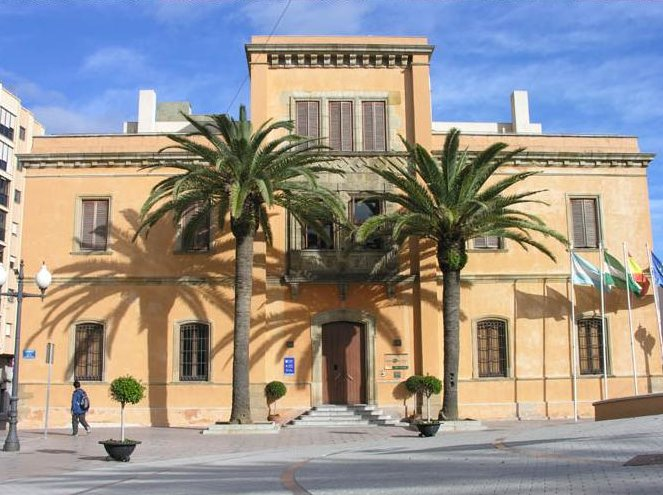
Museo del Istmo

La Comandancia Militar de La Línea de la Concepción (Cádiz, España) es un edificio que, originalmente destinado a pabellones de jefes y oficiales de guarnición, alberga hoy la Delegación Municipal de Cultura, la Biblioteca Municipal José Riquelme, la Jefatura del Servicio de Archivos Municipales y el Archivo Histórico Municipal Francisco Tornay.
Es el edificio más antiguo que existe en la ciudad, cuyos pabellones de jefes y oficiales datan de los años 1863 a 1865. Toda la piedra usada en su construcción fue regalada al gobierno por el entonces alcalde pedáneo Lutgardo López Muñoz. Por aquel entonces, el destacamento que formaba parte de la guarnición se componía de dos compañías del Regimiento de la Reina Número 2, el cual constaba de 200 hombres al mando del comandante Manuel de Luque Díaz y cinco subalternos. 
El edificio no está sujeto a ningún orden arquitectónico; en cambio, su fachada está constituida por tres cuerpos con trece ventanas y una gran puerta principal, ornamentada con molduras labradas en piedra arenisca, lo que le da una gran belleza al edificio, acompañado de dos palmeras en su entrada principal (dichas palmeras ya no existen pues fueron afectadas por el escarabajo picudo que ataca a esta variedad de palmera).
- Datos: Q5778167